# Romelândia
Romelândia là một đô thị thuộc bang Santa Catarina, Brasil. Đô thị này có diện tích 223,749 km², dân số năm 2007 là 5738 người, mật độ 20,3 người/km².